# Joves i monstres
Joves i monstres (títol original: Little Monsters) és una pel·lícula estatunidenca de comèdia i fantasia estrenada l'any 1989, dirigida per Richard Alan Greenberg i protagonitzada per Fred Savage, Howie Mandel, Daniel Stern i Margaret Whitton. Ha estat doblada al català.

## Argument
Brian Stevenson (Fred Savage) és un nen de sisè grau que juntament amb la seva família es trasllada a una nova ciutat, deixant enrere la seva antiga vida i amics. Al cap de poc temps d'arribar a la nova casa, Brian és acusat de diverses coses que aparentment no ha fet. Un litre de gelat que el seu pare (Daniel Stern) va trobar en l'armari i la seva bicicleta deixada enmig del camí de l'entrada (cosa que va provocar que el seu pare xoqués contra la bicicleta en el seu camí al treball). No obstant això, Brian insisteix en la seva innocència i culpa al seu germà menor Eric (interpretat pel germà menor de Fred Savage en la vida real, Ben Savage), que afirma haver vist un monstre la nit anterior i que ell va ser el culpable de tot. Òbviament sense creure'l i enfadat pel reny dels seus pares, Brian li arrabassa a Eric el seu esmorzar i el llança per la finestra de l'autobús escolar, colpejant en el procés a Ronnie Coleman (Devin Ratray), el pinxo de l'escola que després puja a l'autobús i amenaça a Brian.
Aquella mateixa nit, mentre Brian dorm a l'habitació d'Eric com a part d'una aposta, veu una ombra lliscant per l'habitació que ràpidament desapareix sota el llit. La nit següent, Brian col·loca paranys i captura l'intrús: un divertit monstre de pell blava anomenat Maurice (Howie Mandel). Malgrat el temor inicial, Brian aviat descobreix que ell i Maurice comparteixen els mateixos interessos i es converteixen en bons amics.

## Repartiment
- Fred Savage: Brian Stevenson.
- Howie Mandel: Maurice.
- Ben Savage: Eric Stevenson.
- Daniel Stern: Glen Stevenson.
- Margaret Whitton: Holly Stevenson.
- Rick Ducommun: Snik.
- Frank Whaley: Boy.
- Amber Barretto: Kiersten.
- William Murray Weiss: Todd.
- Devin Ratray: Ronnie Coleman.

## Crítica
La pel·lícula va rebre crítiques mixtes, la crítica del lloc web Metacritic dona una mitjana de 61 sobre 100. Tomas Gliatto de People Weekly va donar una crítica menys positiva: "No dic que no m'agradi, al contrari l'adoro, solament que em sembla que no té sentit l'argument de la pel·lícula. Les actuacions em van encantar."